# コミック怪
『コミック怪』（コミックかい）とは、世界で唯一の妖怪専門誌『怪』の姉妹誌として角川書店より2007年に創刊され2013年まで刊行された日本の季刊漫画雑誌である。年4回刊行。妖怪や都市伝説をテーマに扱った作品が誌面の中心を占めている。
本誌に連載された作品の単行本は、背表紙に「怪」のロゴがプリントされている。

## 連載作品
- とでんか（原作：大塚英志、作画：樹生ナト）
- ねこまった!（漫画：後藤羽矢子）
- 百器徒然袋（原作：京極夏彦、作画：志水アキ）
- 人工憑霊蠱猫（原作：化野燐、作画：倭日向）
- 松岡國男妖怪退治（原作：大塚英志、作画：山崎峰水）
- 僕とおじいちゃんと魔法の塔（原作：香月日輪、作画：亜円堂）
- バチカン奇跡調査官（原作：藤木稟、作画：金田榮路）
- 灯の降る宿〜僕とオバケと温泉旅館〜（漫画：唐花見コウ
- 死舞能（原作：大塚英志、作画：谷岡曜子）
- 姑獲鳥の夏（原作：京極夏彦、作画：志水アキ）

## 連載読み物
- 恐怖のカケラ（文：白倉由美、絵：ひらりん）

## 連載を終了した作品
- 魍魎の匣（原作：京極夏彦、作画：志水アキ）
- 平安Haze（漫画：堤抄子）
  - 平安Haze - マンガ図書館Z（外部リンク）
- 百目姫捕物絵巻（漫画：湯浅みき）
- イヌジニン-犬神人-（漫画：室井大資）
- 鵺射（漫画：naked ape）
- お江戸ふしぎ噺  あやし（原作：宮部みゆき、作画：皇なつき）
- 狂骨の夢（原作：京極夏彦、作画：志水アキ）
- 魔族倶楽部へようこそ!（桐丘さな）